# Ken Holliday
Kenneth Joseph Holliday (19 tháng 8 năm 1925 – 1 tháng 2 năm 1999) là một cầu thủ bóng đá người Anh đã giải nghệ từng thi đấu ở vị trí hậu vệ tại Football League.